# Малоузенская волость
Малоузенская во́лость — административно-территориальная единица, входившая в состав Новоузенского уезда Самарской губернии. 
Административный центр — слобода Малый Узень.
Население волости составляли преимущественно русские, православные.
В период до установления советской власти волость имела аппарат волостного правления, традиционный для таких административно-территориальных единиц Российской империи.
Волость располагалась на юге Новоузенского уезда вдоль границы с Астраханской губернией по обеим сторонам реки Малый Узень. Согласно карте уездов Самарской губернии 1912 года волость граничила: на юго-западе - с Савинской волостью, на западе и севере - с Моршанской волостью, на востоке - с Куриловской волостью, на юго-востоке - с Петропавловской волостью.
Территория бывшей волости является частью земель Питерского и Новоузенского районов Саратовской области (административный центр области — город Саратов).

## Состав волости
| № | Населённые пункты (без хуторов) | Население (1889 год) | Население (1910 год)               | Преобладающие национальности, вероисповедания | Современное состояние                   |
| - | ------------------------------- | -------------------- | ---------------------------------- | --------------------------------------------- | --------------------------------------- |
| 1 | слобода Малый Узень             | 4466                 | 10072                              | русские, православные и сектанты              | село, Питерский район                   |
| 2 | село Петропавловка              | 1643                 | выделено в самостоятельную волость |                                               | село, Новоузенский район                |
| 3 | село Августовка                 | 848                  | 1121                               | русские, православные и сектанты              | село, Новоузенский район                |
| 4 | станции Малоузенск              | -                    | 40                                 |                                               | пристанционный посёлок, Питерский район |